# Desierto de la Lechuguilla

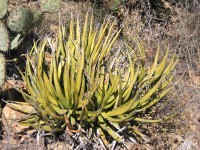
Lechuguilla, la planta de la que toma el nombre el desierto.

El desierto de la Lechuguilla es un pequeño desierto ubicado en el suroeste del estado de Arizona cerca a la frontera de los Estados Unidos de América con México. Este desierto es considerado como parte de la región baja del valle del Colorado en el desierto de Sonora.  Está localizado en dirección de norte a sur entre las sierra de Gila y la sierra de la Cabeza Prieta, y su territorio se encuentra incluido casi en su práctica totalidad en el área de misiles de la fuerza área de Barry M. Goldwater. 

## Toponimia
El desierto tomó su nombre de la Lechuguilla, conocida científicamente como Agave lechuguilla. 

## Geografía
El desierto de la Lechuguilla está ubicado en el límite norte del Gran Desierto de Altar de Sonora, México.